# Ministre japonais de l'Éducation, de la Culture, des Sports, des Sciences et de la Technologie
Pour les articles homonymes, voir Ministère de l'Éducation.
Le ministre de l'Éducation, de la Culture, des Sports, des Sciences et de la Technologie (文部科学大臣, Monbu-kagaku Daijin) est un membre du Cabinet du Japon chargé du ministère de l'Éducation, de la Culture, des Sports, des Sciences et de la Technologie. 
Le poste est actuellement occupé par Toshiko Abe depuis le 1er octobre 2024.

## Liste des ministres de l'Éducation, de la Culture, des Sports, des Sciences et de la Technologie (depuis 2001)
| #  | Image | Nom                | Début du mandat   | Fin de mandat     | Premier ministre          |
| -- | ----- | ------------------ | ----------------- | ----------------- | ------------------------- |
| 1  |       | Nobutaka Machimura | 6 janvier 2001    | 26 avril 2001     | Yoshirō Mori              |
| 2  |       | Atsuko Tōyama      | 26 avril 2001     | 21 septembre 2003 | Jun'ichirō Koizumi        |
| 3  |       | Takeo Kawamura     | 22 septembre 2003 | 27 septembre 2004 | Jun'ichirō Koizumi        |
| 4  |       | Nariaki Nakayama   | 27 septembre 2004 | 31 octobre 2005   | Jun'ichirō Koizumi        |
| 5  |       | Kenji Kosaka       | 31 octobre 2005   | 26 septembre 2006 | Jun'ichirō Koizumi        |
| 6  |       | Bunmei Ibuki       | 26 septembre 2006 | 26 septembre 2007 | Shinzō Abe                |
| 7  |       | Kisaburō Tokai     | 26 septembre 2007 | 2 août 2008       | Yasuo Fukuda              |
| 8  |       | Tsuneo Suzuki      | 2 août 2008       | 24 septembre 2008 | Yasuo Fukuda              |
| 9  |       | Ryū Shionoya       | 24 septembre 2008 | 16 septembre 2009 | Tarō Asō                  |
| 10 |       | Tatsuo Kawabata    | 16 septembre 2009 | 17 septembre 2010 | Yukio Hatoyama Naoto Kan  |
| 11 |       | Yoshiaki Takaki    | 17 septembre 2010 | 2 septembre 2011  | Naoto Kan                 |
| 12 |       | Masaharu Nakagawa  | 2 septembre 2011  | 13 janvier 2012   | Yoshihiko Noda            |
| 13 |       | Hirofumi Hirano    | 13 janvier 2012   | 1er octobre 2012  | Yoshihiko Noda            |
| 14 |       | Makiko Tanaka      | 1er octobre 2012  | 26 décembre 2012  | Yoshihiko Noda            |
| 15 |       | Hakubun Shimomura  | 26 décembre 2012  | 7 octobre 2015    | Shinzō Abe                |
| 16 |       | Hiroshi Hase       | 7 octobre 2015    | 3 août 2016       | Shinzō Abe                |
| 17 |       | Hirokazu Matsuno   | 3 août 2016       | 3 août 2017       | Shinzō Abe                |
| 18 |       | Yoshimasa Hayashi  | 3 août 2017       | 2 octobre 2018    | Shinzō Abe                |
| 19 |       | Masahiko Shibayama | 2 octobre 2018    | 11 septembre 2019 | Shinzō Abe                |
| 20 |       | Kōichi Hagiuda     | 11 septembre 2019 | 4 octobre 2021    | Shinzō Abe Yoshihide Suga |
| 21 |       | Shinsuke Suematsu  | 4 octobre 2021    | 10 août 2022      | Fumio Kishida             |
| 22 |       | Keiko Nagaoka      | 10 août 2022      | 13 septembre 2023 | Fumio Kishida             |
| 23 |       | Masahito Moriyama  | 13 septembre 2023 | 1er octobre 2024  | Fumio Kishida             |
| 24 |       | Toshiko Abe        | 1er octobre 2024  | en cours          | Shigeru Ishiba            |

## Source de la traduction
- (en) Cet article est partiellement ou en totalité issu de l’article de Wikipédia en anglais intitulé « Minister of Education, Culture, Sports, Science and Technology » (voir la liste des auteurs).